# Giải thưởng Âm nhạc Châu Á Mnet 2017
Giải thưởng Âm nhạc Châu Á Mnet 2017 được tổ chức bởi CJ E&M thông qua kênh âm nhạc Mnet từ ngày 25 tháng 11 đến ngày 1 tháng 12 năm 2017 tại Việt Nam, Nhật Bản và Hồng Kông. Đây lễ trao giải Mnet Asian Music Awards lần thứ tám được tổ chức ở bên ngoài Hàn Quốc và lễ trao giải thứ 19 trong lịch sử của chương trình.
Những người được đề cử được công bố vào ngày 19 tháng 10 năm 2017 thông qua Chương trình phát sóng Đặc biệt MAMA năm 2017 được phát sóng trên Mnet phát sóng trên toàn quốc và toàn cầu.

## Lễ trao giải
| Sự kiện                  | Ngày                 | Thành phố             | Quốc gia/Khu vực | MC            | Địa điểm         | Nguồn |
| ------------------------ | -------------------- | --------------------- | ---------------- | ------------- | ---------------- | ----- |
| MAMA Premiere in Vietnam | 25 tháng 11 năm 2017 | Thành phố Hồ Chí Minh | Việt Nam         | Thu Minh      | Nhà hát Hòa Bình | [ 2 ] |
| MAMA ở Nhật Bản          | 29 tháng 11 năm 2017 | Yokohama              | Nhật Bản         | Park Bo-gum   | Yokohama Arena   | [ 3 ] |
| MAMA Professional        | 30 tháng 11 năm 2017 | Hồng Kông             | Hồng Kông        | -             | W Hong Kong      | -     |
| MAMA ở Hồng Kông         | 1 tháng 12 năm 2017  | Hồng Kông             | Hồng Kông        | Song Joong-ki | AsiaWorld–Expo   | [ 4 ] |

## Tiêu chuẩn đánh giá
| Giải thưởng Nghệ sĩ của năm theo nghệ sĩ* | 30% | 30% | 30% | 10% |
| Giải thưởng bài hát của năm theo mục** | 20% | 40% | 30% | 10% |
| Album của năm | -   | 40% | -   | 60% |
| Giải đặc biệt*** | 30% | 70% | -   | –   |
| *Nghệ sĩ nam/Nữ mới xuất sắc nhất, Nghệ sĩ nam/nữ xuất sắc nhất, Nhóm nhạc nam/nữ xuất sắc nhất **Trình diễn Dance xuất sắc nhất (Solo/ Nhóm nhạc Nam/Nữ), Trình diễn Vocal xuất sắc nhất (Nhóm nhạc/Nam/Nữ), Best HipHop & Urban Music, Ban nhạc trình diễn xuất sắc nhất, Nghệ sĩ cộng tác xuất sắc nhất,Nhạc phim xuất sắc nhất ***Video âm nhạc xuất sắc nhất |     |     |     |     |

## Giải thưởng
| Nghệ sĩ của năm do Qoo10 tài trợ (Daesang)                                                                                                 | Album của năm do Qoo10 tài trợ (Daesang) |
| --- | --- |
| - BTS - Twice - Exo - Wanna One - IU | - Exo – The War - BTS – Love Yourself: Her - Wanna One – 1×1=1 (To Be One) - Twice – Signal - Seventeen – Al1 |
| Bài hát của năm (Daesang) | Video âm nhạc xuất sắc nhất |
| - Twice – "Signal" - Exo – "Ko Ko Bop" - Heize – "You, Clouds And Rain" - IU – "Through The Night" - Red Velvet – "Red Flavor"             | - BTS – "Spring Day" - Exo – "Power" - Twice – "Signal" - Wanna One – "Energetic" - Seventeen – "Don't Wanna Cry" |
| Nghệ sĩ nam xuất sắc nhất | Nghệ sĩ nữ xuất sắc nhất |
| - Zico - Yoon Jong-shin - G-Dragon - Zion.T - Psy                                                                                          | - IU - Sunmi - Taeyeon - Heize - Suzy |
| Nhóm nhạc nam xuất sắc nhất | Nhóm nhạc nữ xuất sắc nhất |
| - Wanna One - Exo - BTS - Seventeen - Got7 - NU'EST W                                                                                      | - Red Velvet - Twice - Mamamoo - GFriend - Blackpink |
| Trình diễn vũ đạo xuất sắc nhất – Nhóm nhạc nam                                                                                            | Trình diễn vũ đạo xuất sắc nhất – Nhóm nhạc nữ |
| - Seventeen – "Don't Wanna Cry" - NCT 127 – "Cherry Bomb" - Exo – "Ko Ko Bop" - Monsta X – "Beautiful - BTS – "DNA" - VIXX – "Shangri-La"  | - Twice – "Signal" - Girls' Generation – "Holiday" - GFriend – "Love Whisper" - Apink – "Five" - Red Velvet – "Red Flavor" |
| Trình diễn vũ đạo xuất sắc nhất – Solo | Hợp tác xuất sắc nhất |
| - Taemin – "Move" - Hyuna – "Babe" - Sunmi – "Gashina" - Psy – "New Face" - Lee Hyori – "Black"                                            | - Dynamic Duo & Chen – "Nosedive" - Soyou & Baekhyun – "Rain" - IU & Ohhyuk – "Can't Love You Anymore" - Hyolyn & Changmo – "Blue Moon" - Jay Park & Dok2 – "Most Hated"                                                                                |
| Trình diễn giọng hát xuất sắc nhất – Nữ nghệ sĩ                                                                                            | Trình diễn giọng hát xuất sắc nhất – Nam nghệ sĩ |
| - Heize – "You, Clouds, Rain" - Kim Se-jeong – "Flower Way" - Suran – "Wine" - IU – "Through The Night" - Jung Eun-ji – "The Spring"       | - Yoon Jong-shin – "Like It?" - Zion.T – "The Song" - Jung Seung-hwan – "This Fool" - Han Dong-geun – "Crazy" - Hwang Chi-yeul – "A Daily Song" |
| Trình diễn giọng hát xuất sắc nhất – Nhóm nhạc                                                                                             | Nhạc phim xuất sắc nhất |
| - Bolbbalgan4 – "Tell Me You Love Me" - BtoB – "Missing You" - Highlight – "Calling You" - Winner – "Really Really" - Mamamoo – "Yes I am" | - Ailee – "I Will Go to You Like the First Snow" (Yêu tinh) - Chanyeol & Punch – "Stay With Me" (Yêu tinh) - Bolbbalgan4 – "You and Me from the Start" (Mặt nạ quân chủ) - Suzy – "I Love You Boy" (Khi nàng say giấc) - Crush – "Beautiful" (Yêu tinh) |
| Ban nhạc trình diễn xuất sắc nhất | Best HipHop & Urban Music |
| - Hyukoh – "TOMBOY" - Day6 – "I Smile" - Buzz – "The Love" - CNBLUE – "Between Us" - F.T. Island – "Wind"                                  | - Heize – "Don't Know You" - Zico – "Artist" - Dean – "Come Over" - Mad Clown – "Lost Without You" - Woo Won-jae – "We Are" |
| Nghệ sĩ nam mới xuất sắc nhất | Nghệ sĩ nữ mới xuất sắc nhất |
| - Wanna One - Samuel - The East Light - Golden Child - Jeong Se-woon                                                                       | - Pristin - Weki Meki - Kim Chung-ha - Dreamcatcher - Momoland |

### Giải Đặc Biệt
- Best of Next Award: Wanna One
- Nghệ sĩ được yêu thích toàn cầu: Seventeen
- Nghệ sĩ Châu Á xuất sắc nhất:  Agnez Mo;  Lula;  Aisyah Aziz;  Tóc Tiên
- Nghệ sĩ Việt Nam đột phá nhất cùng Close Up: Sơn Tùng M-TP

## Truyền thông

### 2017 MAMA Premiere in Vietnam
| Quốc gia | Kênh                                    |
| -------- | --------------------------------------- |
| Hàn Quốc | Mnet                                    |
| Việt Nam | Yeah1TV (Livestream), tvBlue (phát lại) |

### MAMA 2017 ở Nhật Bản và Hồng Kông
| Quốc gia    | Kênh                              |
| ----------- | --------------------------------- |
| Hàn Quốc    | Mnet, OnStyle, O'live, XTM        |
| Hồng Kông   | ViuTV, ViuTVsix, tvNAsia          |
| Ma Cao      | ViuTV, ViuTVsix, tvNAsia          |
| Nhật Bản    | Mnet Smart, Mnet Japan, VideoPass |
| Đài Loan    | tvN Asia, KKTV                    |
| Hòa Kỳ      | Mnet America, Kcon.tv             |
| Indonesia   | JOOX                              |
| Malaysia    | JOOX                              |
| Thái Lan    | JOOX                              |
| Đông Nam Á  | tvN Asia                          |
| Campuchia   | iflix                             |
| Lào         | iflix                             |
| Myanmar     | iflix                             |
| Philippines | iflix                             |
| Sri Lanka   | iflix                             |
| Indonesia   | Indosiar, Vidio, tvN Asia         |
| Úc          | tvN Asia                          |